# Vakuumschalter

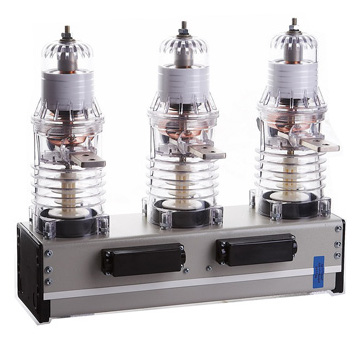
Vakuumschalter für Mittelspannung (Dreiphasenausführung)

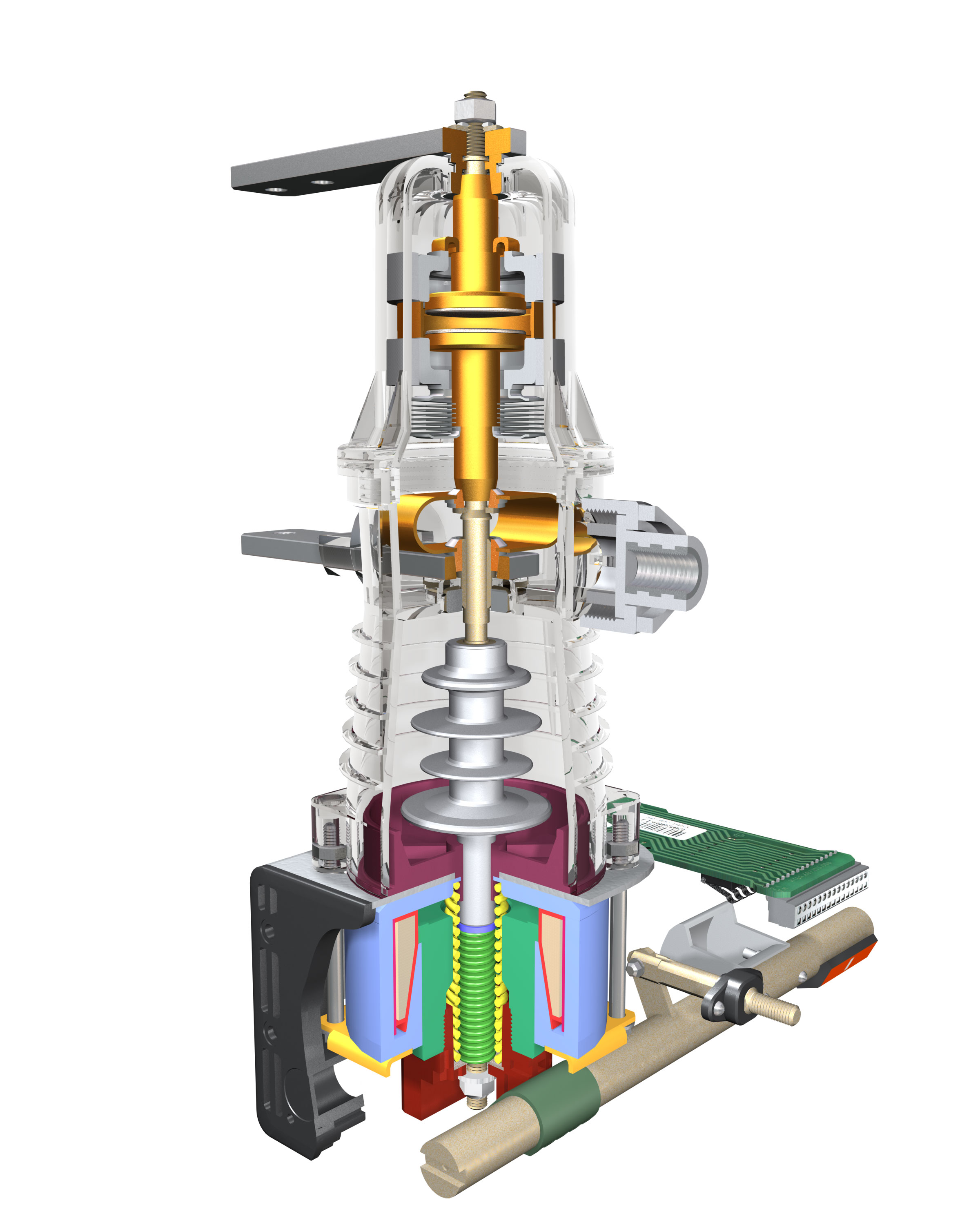
Schnittdarstellung. In gelb im oberen Bereich die beiden zylinderförmigen Schaltkontakte, im unteren Bereich der Antrieb. Links nach hinten: Hochspannungsanschlüsse

Ein Vakuumschalter ist in der elektrischen Energietechnik eine Bauform eines Leistungsschalters, bei der sich die Kontakte zur Reduzierung des unerwünschten Schaltlichtbogens unter Vakuum befinden. Diese Schalter werden bevorzugt bei Mittelspannungsschaltanlagen mit Spannungen bis zu ca. 40 kV eingesetzt. Mittlerweile sind auch Vakuumschalter bis 145 kV verfügbar.

## Allgemeines
Vakuumschalter weisen eine sehr große Schaltzyklenzahl bei weitestgehender Wartungsfreiheit über einige Jahrzehnte auf und können, je nach Typ verschieden, Kurzschlussströme über 60 kA schalten. Sie werden beispielsweise in Schaltzellen im Mittelspannungsnetz und im Bereich von elektrischen Bahnen als Lastschalter eingesetzt. Die sich im Vakuum befindenden Schaltkontakte werden elektromagnetisch oder über ein mechanisches Gestänge angetrieben. Der Kontaktabstand beträgt im geöffneten Zustand nur einige wenige Millimeter.
Da im Kontaktbereich kein Gas vorhanden ist, welches bei dem Schaltvorgang ionisiert werden könnte, kommt es bei Kontaktöffnung nur zu einem vergleichsweise kleinen Metalldampflichtbogen, welcher aus verdampftem Oberflächenmaterial der Kontakte gespeist wird. Zur Löschung des Metalldampflichtbogens kommen bei diesen Schaltertyp zwei Verfahren zur Anwendung:
- Die stempelförmig in Form eines breiten Zylinders ausgeführten und aus massivem Metall bestehenden Kontakte stellen eine gute Wärmesenke dar, welche dem Metalldampflichtbogen Wärme entzieht und den Metalldampf durch Abkühlung auf den Kontaktoberflächen kondensieren lässt. Diese „Materialwiederverwendung“ im Kontaktbereich ist primärer Grund der hohen Standzeiten und Wartungsfreiheit. Bei Wechselspannung erlischt der Lichtbogen infolge der Kondensation des Metalldampfes beim nächsten Nulldurchgang des Stroms.

- Zur Vermeidung von sehr heißen Stromeinschnürungen, und um eine flächenmäßig möglichst gleichmäßige Verteilung in Teillichtbögen über die gesamte Kontaktfläche zu erzielen, was zusätzlich die Kühlung unterstützt, sind in den zylinderförmigen Kontakten rund um den Kreisumfang schräge Schlitze eingefräst. Diese erzeugen bei hohen Strömen zufolge der magnetischen Wirkung auf den Lichtbogen eine Kraft, welche den Lichtbogen um die Kontaktachse rotieren lässt und so räumlich über die Kontaktfläche verteilt. Diese Formgebung der Kontakte ist vor allem bei der Unterbrechung von sehr hohen Strömen, wie sie bei Kurzschlüssen auftreten, wesentlich.

Es gibt auch Vakuum-Schütze mit ähnlichem Aufbau, die durch eine einzige dauerbetätigte Spule aktiviert werden.